# رفاعة (اسم)
رفاعة هو اسم علم مذكر من أصل عربي، ومعناه هو رفعة المقام، علوالقدر.

## شخصيات تحمل الاسم
- رفاعة الطهطاوي (15 أكتوبر 1801[3] – 27 مايو 1873[3])
- رفاعة بن رافع بن مالك
- رفاعة بن شداد
- رفاعة بن عبد المنذر
- رفاعة بن عمرو بن زيد
- رفاعة بن قرظة القرظي
- رفاعة بن نصر بن مالك بن غطفان بن قيس بن جهينة

## وصلات خارجية
- موسوعة السلطان قابوس لأسماء العرب نسخة محفوظة 5 أبريل 2019 على موقع واي باك مشين.